# Bandera de las islas Malvinas
La bandera de las Islas Malvinas en su forma actual fue aprobada el 25 de enero de 1999, por los Británicos. Es un Pabellón Azul con la bandera del Reino Unido en el cantón (esquina superior izquierda) y el escudo del territorio británico de ultramar superpuesto.

## Historia y uso
Se adoptó la primera bandera de las Malvinas en 1876 y consistía en un Pabellón Azul con el antiguo escudo de las islas superpuestos. El escudo (y por tanto la bandera) se modificó el 16 de octubre de 1925. 
El primer escudo era un sello que consistía en una imagen del HMS Hebe (que llevó a muchos de los primeros colonos británicos a las islas, entre ellos Richard Moody, en la década de 1840) en el estrecho de San Carlos, pasado por alto por un toro (representando al ganado salvaje que una vez vagó por las islas). una nueva insignia de las islas fue presentada el 16 de octubre de 1925, dividido diagonalmente, contando con el Desire con fondo azul y un lobo marino en fondo dorado, con el lema de las islas como un eslogan. Este escudo de armas más tarde sustituyó a la imagen del toro y el barco en la bandera.
El 29 de septiembre de 1948 la bandera fue actualizada para incluir el escudo actual superpuesta sobre un disco blanco. En 1999 el tamaño del escudo aumentó y el disco blanco fue eliminado para crear la bandera actual.
La bandera utilizada hasta 1999, pero de color rojo (Pabellón Rojo) en vez del azul, fue adoptada en 1998 y es utilizada como una enseña civil. Previamente fue utilizada por barcos británicos en aguas en torno a las islas. El gobernador de las Islas Malvinas usa una bandera del Reino Unido con el escudo de las islas en el centro. Esta bandera fue colocada en el Government House al final de la guerra de 1982.

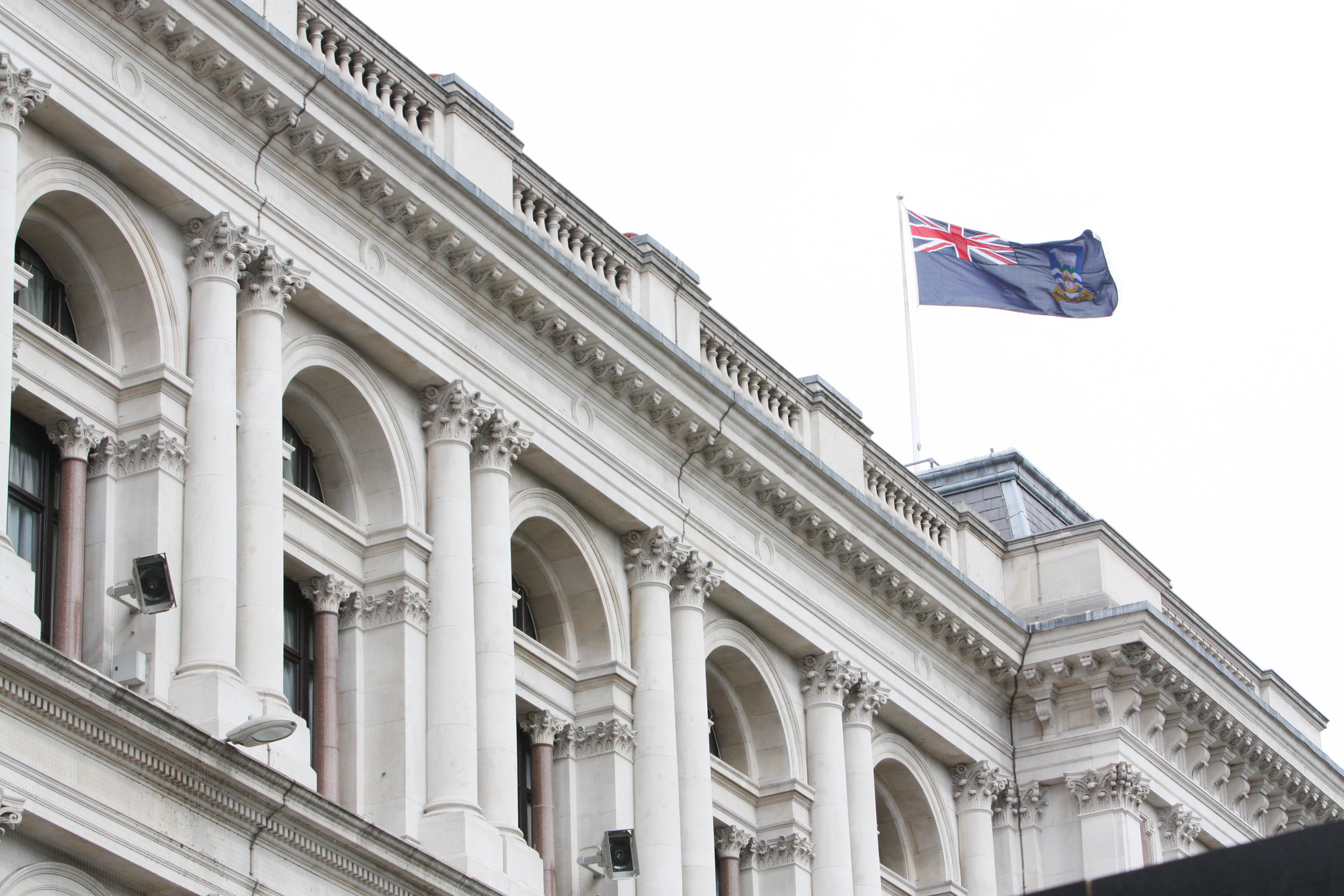
La bandera en la sede del Foreign Office británico.

Desde su creación, la bandera es utilizada para representar a las islas en el ámbito internacional, como por ejemplo en los Juegos de la Mancomunidad.
La bandera fue enarbolada en varios edificios del gobierno en Londres, como el 10 de Downing Street y el Ministerio de Relaciones Exteriores y de la Mancomunidad de Naciones, en Whitehall, el 14 de junio de 2012 al conmemorar el treinta aniversario del fin de la guerra de las Malvinas. Desde entonces, cada 14 de junio la bandera es enarbolada sobre la sede del Ministerio de Relaciones Exteriores. Tras un anuncio del gobierno británico, las banderas de todos los territorios de ultramar estuvieron presentes como parte del desfile del Jubileo de Diamante de Isabel II y desde entonces son presentadas en ceremonias de Estado.

## La bandera del territorio británico en relación con el litigio con la Argentina
Las islas Malvinas son un archipiélago administrado por el Reino Unido y reclamado por la República Argentina. Durante la guerra de las Malvinas de 1982, cuando las islas Malvinas, Georgias del Sur y Sándwich del Sur fueron nuevamente ocupadas por la Argentina, se volvió a usar la bandera de la Argentina en dichos archipiélagos. 
Según la posición argentina, las islas forman parte de la provincia de Tierra del Fuego, Antártida e Islas del Atlántico Sur, por lo que considera que la bandera de esa provincia es la que corresponde que flamee en las islas Malvinas, si bien nunca ondeó sobre ellas pues fue oficializada en 1999.

### Negativa de países latinoamericanos de recibir barcos con bandera del territorio británico de las Malvinas
En noviembre de 2010 las 12 naciones miembros de la Unión de Naciones Sudamericanas (UNASUR) firmaron un documento estableciendo que la bandera británica de las Malvinas es ilegal y un acuerdo de no permitir el ingreso a sus puertos de buques que ondeen esa bandera, para respaldar el reclamo argentino. Al respecto, la cancillería argentina dijo que era la primera vez que se hablaba de «bandera ilegal».

Los Estados miembros de Unasur se comprometen a adoptar, de conformidad con el derecho internacional y sus respectivas legislaciones internas, todas las medidas susceptibles de ser reglamentadas para impedir el ingreso a sus puertos de los buques que enarbolen la bandera ilegal de las Islas Malvinas.

En el documento también se detalló sobre las Exploraciones petroleras sobre mares de las islas:

Se comprometen en el marco de los acuerdos internacionales vigentes, a informar al gobierno argentino sobre aquellos buques o artefactos navales con derroteros que incluyan las Islas Malvinas, Georgias del Sur y Sandwich del Sur con cargas destinadas a las actividades hidrocarburíferas y/o mineras ilegales en la plataforma continental argentina y de este modo, prevenir o evitar que estas actividades se consoliden.

En diciembre de 2011 el gobierno de Uruguay decidió tomar la medida de rechazar a barcos que portasen la bandera de las islas Malvinas que tenga como destino estas islas. Debido a ello el gobierno británico pidió explicaciones «urgentes» al gobierno uruguayo por dichas medidas tomadas y envió a su embajador Patrick Muller para entablar conversaciones con el canciller uruguayo Luis Almagro. El presidente José Mujica anunció que todos los países del bloque del Mercosur alcanzaron un acuerdo para evitar que buques con bandera de Malvinas paren en puertos de la región.
En la cumbre del Mercosur, celebrada en Montevideo en enero de 2012 se acordó que los países integrantes de dicho organismo se prohíba recibir a barcos con bandera malvinense, aunque no se prohibió la llegada a los puertos de los respectivos países a barcos con la insignia roja comercial. Por medio de las respectivas cancillerías, Uruguay, Brasil y Chile ratificaron el bloqueo de barcos con bandera de las Malvinas:

Uruguay considera a las islas Malvinas como una posición colonial inglesa en América latina y, en consecuencia, no puede reconocer su bandera.
Declaración del Ministerio de Relaciones Exteriores de Uruguay

Frente a recientes informaciones de prensa, el Ministerio de Relaciones Exteriores debe precisar que Chile continuará aplicando, conforme al Derecho Internacional y a la legislación chilena, las medidas destinadas a impedir que embarcaciones que naveguen con la bandera de las islas Malvinas ingresen a los puertos nacionales.
Comunicado del Ministerio de Relaciones Exteriores de Chile

Desde entonces, algunos buques ingresan en los puertos del Mercosur con el Pabellón Rojo civil de las islas. El canciller británico William Hague realizó gestiones en Chile, Brasil y Uruguay para cambiar su postura.
A principios del 2012, la Alianza Bolivariana para los Pueblos de Nuestra América (ALBA) también anunció la prohibición de ingreso a sus puertos de las embarcaciones que lleven banderas de las islas.
En junio de 2014, dos miembros de la Asamblea Legislativa de las islas dijeron ante el Comité de Descolonización de la ONU que Argentina lleva adelante una política tendiente a «asfixiar económicamente a las islas», realizando acciones como la de cerrar el ingreso a los puertos del Mercosur barcos con la bandera isleña.

### Ley Gaucho Rivero
El 25 de agosto de 2011, la legislatura de la provincia de Tierra del Fuego aprobó la ley Gaucho Rivero que impide el amarre de
barcos británicos en Tierra del Fuego. Leyes con el mismo nombre fueron sancionadas por las legislaturas del resto de las provincias costeras de Argentina.
La Ley Gaucho Rivero establece en su artículo 2 que:

Prohíbase la permanencia, amarre o abastecimiento u operaciones de logística en territorio provincial de buques de bandera británica o de conveniencia, que realicen tareas relacionadas con la exploración, explotación de recursos naturales, buques militares, dentro del ámbito de la cuenca de las Islas Malvinas sobre la plataforma continental argentina.

Las «banderas de conveniencia» hacen referencia a las banderas de colonias del Reino Unido.

### Polémica en WhatsApp
En enero de 2016, una actualización del servicio de mensajería móvil WhatsApp causó polémica entre los usuarios de Argentina al incluir entre sus iconos las banderas coloniales británicas de Malvinas y las Georgias del Sur y Sándwich del Sur.

## Galería

### Otras banderas

Actual enseña roja.
Bandera del gobernador.
Bandera militar británica usada en las islas Malvinas.
Bandera de las islas Malvinas de acuerdo con el reclamo argentino, al ser consideradas jurisdicción dependiente de la provincia de Tierra del Fuego Antártida e Islas del Atlántico Sur.

### Antiguas banderas

Bandera usada entre 1820-1825.
Bandera usada entre 1876-1925.
Bandera usada entre 1925-1948.
Bandera previa a 1999 de color rojo, ocasionalmente usada aún.
Bandera usada entre el 2 de abril y 14 de junio de 1982, durante el conflicto del Atlántico Sur.
Bandera usada entre 1948-1999, fue prohibida durante la reocupación argentina de 1982.